# Seijadas
Seijadas (llamada oficialmente San Xoán das Seixadas) es una parroquia y un lugar español del municipio de Cartelle, en la provincia de Orense, Galicia.

## Toponimia
La parroquia también es conocida por los nombres de San Juan de Seijadas y San Xoán de Seixadas.

## Organización territorial
La parroquia está formada por cinco entidades de población:
- A Seara
- As Seixadas
- O Bagullo
- O Carballal
- Seixadelas

## Demografía

### Parroquia
| Gráfica de evolución demográfica de Seijadas (parroquia) entre 2000 y 2022 |
|                                                                            |
| Datos según el nomenclátor publicado por el INE.                           |

### Lugar
| Gráfica de evolución demográfica de As Seixadas (lugar) entre 2000 y 2022 |
|                                                                           |
| Datos según el nomenclátor publicado por el INE.                          |